# 南網張ありね温泉
南網張ありね温泉（みなみあみはりありねおんせん）は、岩手県岩手郡雫石町に位置する温泉である。

## 泉質
- 含硫黄-ナトリウム-炭酸水素塩・塩化物泉
  - 泉温　67.7℃

## 温泉地
岩手山南麓の裾野に、日帰り入浴施設と宿泊施設を兼ねた一軒宿「ゆこたんの森」が存在する。
一軒宿の面積は、東京ドーム3個分の面積に匹敵する。浴場は日帰り専用と宿泊客専用に区別している。

## 歴史
1997年（平成9年）に湧出し、1998年（平成10年）に開湯と共に、「ゆこたんの森」が開業した。

## アクセス
公共交通
- JR田沢湖線・雫石駅より車で20分。
- あねっこバス「ありね山荘」バス停よりすぐ。

自動車
- 東北自動車道盛岡ICより車で22Km（30分）。